# Pesce Australe
Il Pesce Australe (in latino Piscis Austrinus o, molto più raramente, Piscis Australis) è una delle 48 costellazioni elencate da Tolomeo, ed è anche una delle 88 costellazioni moderne.

## Caratteristiche

Fomalhaut, la stella più brillante della costellazione.

Il Pesce Australe ha delle dimensioni molto ridotte, ma nonostante ciò è identificabile con facilità, a sud del Capricorno e dell'Aquario, grazie alla brillante Fomalhaut, una stella di magnitudine 1,16; questa stella, considerata una delle quattro stelle regali dell'astrologia (assieme a Aldebaran, Regolo e Antares), possiede un sistema planetario e un disco di detriti, e inoltre, grazie alla precessione degli equinozi, si troverà nell'emisfero boreale celeste fra circa 6000 anni. La luminosità di Fomalhaut viene esaltata inoltre dal fatto che si trova in una regione di cielo priva di stelle luminose. Se si considera che anticamente la coda del Pesce Australe cadeva nell'attuale costellazione del Microscopio, creata in epoca moderna, l'asterismo riproduce abbastanza fedelmente l'idea di un pesciolino stilizzato.
Nonostante la sua declinazione attuale sia piuttosto bassa (mediamente -30°), la costellazione è ben visibile da gran parte dell'emisfero nord; il periodo migliore per la sua osservazione nei mesi serali ricade nel periodo compreso fra settembre e gennaio. La presenza della stella Fomalhaut sopra l'orizzonte meridionale dopo il tramonto indica l'avvicinarsi della stagione autunnale. Dall'emisfero australe, di contro, la costellazione appare nei cieli serali della fine dell'inverno, e il suo progressivo abbassarsi sopra l'orizzonte occidentale dopo il tramonto indica l'arrivo dell'alta stagione.

### Stelle principali
- Fomalhaut (α Piscis Austrini) è la diciottesima stella più brillante della volta celeste; si tratta di una stella bianca di magnitudine 1,16, leggermente meno brillante di Sirio in termini assoluti; la sua distanza di appena 25 anni luce ne fa inoltre una delle stelle più vicine al nostro Sole. Possiede un pianeta extrasolare, Fomalhaut b, ed una cintura asteroidale.
- ε Piscis Austrini è una stella azzurra di magnitudine 4,18, distante 744 anni luce.
- Aboras (δ Piscis Austrini) è una stella gialla di magnitudine 4,20, distante 170 anni luce.

Tra le altre stelle, Lacaille 9352 è la decima stella più vicina al Sole, nonché quella con il quarto più alto moto proprio conosciuto.

### Stelle doppie
Alcune delle stelle doppie della costellazione sono visibili anche con piccoli strumenti amatoriali.
- Una coppia apparente facile da osservare con un binocolo è quella composta da Fomalhaut e da una stellina di quinta magnitudine posta alcuni primi d'arco ad est.
- HD 214599 è una stella arancione di magnitudine 6,3 che possiede una compagna poco meno luminosa a oltre 1' di separazione, dunque ben osservabile anche con un binocolo; questa compagna è però a sua volta una doppia, con componenti di settima e ottava grandezza separate da solo 3".
- β Piscis Austrini è una stella dal colore biancastro, composta da due astri di quarta e settima magnitudine, separati da ben 30".

| Principali stelle doppie   |                                          |                                          |             |             |                                 |         |
| Nome                       | Coordinate equatoriali all'epoca J2000.0 | Coordinate equatoriali all'epoca J2000.0 | Magnitudine | Magnitudine | Separazione (in secondi d'arco) | Colore  |
| Nome                       | AR                                       | Dec                                      | A           | B           | Separazione (in secondi d'arco) | Colore  |
| η Piscis Austrini          | 22h 00m 50s                              | -28° 27′ 14″                             | 5,42        | 6,4         | 1,9                             | azz + b |
| β Piscis Austrini          | 22h 31m 30s                              | -32° 20′ 46″                             | 4,29        | 7,8         | 30,3                            | b + g   |
| HD 214599 A-BC             | 22h 39m 44s                              | -28° 19′ 32″                             | 6,31        | 6,9         | 86,6                            | ar + g  |
| HD 214599 B-C              | 22h 39m 44s                              | -28° 19′ 32″                             | 7,3         | 8,1         | 3,0                             | g + g   |
| γ Piscis Austrini          | 22h 52m 32s                              | -32° 52′ 32″                             | 4,46        | 8,1         | 4,2                             | b + b   |
| δ Piscis Austrini (Aboras) | 22h 55m 57s                              | -32° 32′ 23″                             | 4,21        | 9,2         | 5,2                             | g + g   |

### Stelle variabili
Le stelle variabili visibili nella costellazione sono in genere molto deboli e difficili da osservare.
Fra le Mireidi la più semplice è la S Piscis Austrini, che però in fase di massimo raggiunge solo la magnitudine 8,0.
La TT Piscis Austrini è la variabile più luminosa della costellazione; oscilla fra le magnitudini 7,0 e 7,5 con un periodo irregolare.
| Principali stelle variabili |                                          |                                          |             |             |                  |              |
| Nome                        | Coordinate equatoriali all'epoca J2000.0 | Coordinate equatoriali all'epoca J2000.0 | Magnitudine | Magnitudine | Periodo (giorni) | Tipo         |
| Nome                        | AR                                       | Dec                                      | Max.        | Min.        | Periodo (giorni) | Tipo         |
| R Piscis Austrini           | 22h 18m 00s                              | -29° 36′ 14″                             | 8,3         | 14,7        | 297,6            | Mireide      |
| S Piscis Austrini           | 22h 03m 47s                              | -28° 02′ 58″                             | 8,0         | 14,5        | 271,7            | Mireide      |
| TT Piscis Austrini          | 22h 03m 17s                              | -31° 26′ 43″                             | 7,0         | 7,49        | -                | Irregolare   |
| TV Piscis Austrini          | 22h 57m 48s                              | -26° 10′ 00″                             | 8,56        | 8,95        | 45:              | Semiregolare |

## Oggetti del profondo cielo
La costellazione è priva di oggetti del profondo cielo alla portata di piccoli strumenti; sono presenti qui solo delle galassie remote e poco appariscenti.
| Principali oggetti non stellari |                                          |                                          |          |             |                                        |              |
| Nome                            | Coordinate equatoriali all'epoca J2000.0 | Coordinate equatoriali all'epoca J2000.0 | Tipo     | Magnitudine | Dimensioni apparenti (in primi d'arco) | Nome proprio |
| Nome                            | AR                                       | Dec                                      | Tipo     | Magnitudine | Dimensioni apparenti (in primi d'arco) | Nome proprio |
| NGC 7314                        | 22h 35m 46s                              | -26° 03′ :                               | Galassia | 10,9        | 4,6                                    |              |

## Sistemi planetari
Fra le stelle del Pesce Australe con un sistema planetario spicca Fomalhaut, che oltre a un disco di detriti possiede un pianeta di tipo gioviano, situato a 115 UA dalla stella madre; è anche uno dei pochi pianeti che estrasolari che sono stati osservati direttamente. Anche nelle restanti stelle, il sistema planetario è composto da un pianeta gioviano.
| Sistemi planetari |                                          |                                          |             |                   |                              |
| Nome del sistema  | Coordinate equatoriali all'epoca J2000.0 | Coordinate equatoriali all'epoca J2000.0 | Magnitudine | Tipo di stella    | Numero di pianeti confermati |
| Nome del sistema  | AR                                       | Dec                                      | Magnitudine | Tipo di stella    | Numero di pianeti confermati |
| HD 205739         | 21h 38m 09s                              | -31° 44′ 15″                             | 8,56        | Subgigante gialla | 1 (b)                        |
| HD 216770         | 22h 55m 54s                              | -26° 39′ 32″                             | 8,10        | Nana arancione    | 1 (b)                        |
| Fomalhaut         | 22h 57m 39s                              | -29° 37′ 19″                             | 1,17        | Stella bianca     | 1 (b)                        |

## Mitologia

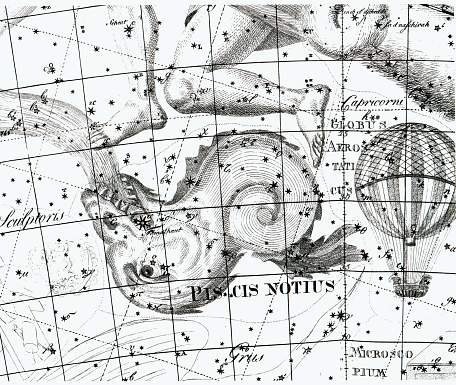
Il Pesce Australe, chiamato Piscis Notius in Uranographia di Johann Bode, mentre beve dalla brocca dell'Acquario. La bocca è segnata dalla stella lucida Fomalhaut.

Eratostene lo chiamò il grande pesce e disse che era il genitore dei due pesci più piccoli della costellazione dei Pesci. Come per quelli, la sua mitologia ha una collocazione Medio Orientale che rivela le sue origini babilonesi. Secondo il breve resoconto di Eratostene, si suppone che la dea siriana della fertilità Derceto (il nome greco di Atargati) sia caduta in un lago a Bambyce vicino al fiume Eufrate in Siria, e sia stata salvata da un grosso pesce. Igino dice, ripetendo il suo appunto a proposito dei Pesci, che a causa di questa circostanza i Siriani non mangiano pesce ma venerano l'immagine dei pesci come quelle degli dèi. Tutte le storie che riguardano la mitologia di questa costellazione sono molto scarne.
Bambyce più tardi divenne nota ai Greci come Hieropolis (che significa città sacra), e oggi si chiama Membij. Altre fonti classiche ci dicono che i templi di Atargati contenevano vasche di pesci. Si diceva che la dea punisse coloro che mangiavano pesce facendoli ammalare, ma i suoi sacerdoti lo mangiavano come rituale giornaliero.
Secondo lo scrittore greco Diodoro Siculo, Derceto si lanciò di sua spontanea volontà in un lago ad Ascalona in Palestina in un tentativo di suicidio dovuto alla vergogna di avere avuto una relazione amorosa con un giovane siriano, Caistro, che la rese madre di una bambina, Semiramide. Derceto uccise il suo amante e abbandonò la figlia, che fu cresciuta da colombe e più tardi divenne regina di Babilonia. Nel lago Derceto fu tramutata in sirena, metà donna e metà pesce.
In cielo il Pesce Australe è più visibile dei Pesci perché contiene la stella di I grandezza Fomalhaut. Questo nome viene dall'arabo e significa «bocca del pesce», che è dove Tolomeo la descrisse. Il Pesce Australe è raffigurato nell'atto di bere l'acqua che scorre dalla brocca di Aquario, cosa strana per un pesce.